# Willem Drees
Willem Drees (Amsterdam, 5 luglio 1886 – L'Aia, 14 maggio 1988) è stato un politico olandese.
Primo Ministro dal 7 agosto 1948 al 22 dicembre 1958, fu membro del PvdA.

## Biografia
William Drees nacque ad Amsterdam il 5 luglio 1886. Dopo aver completato gli studi secondari, lavora come impiegato in banca e in seguito come stenografo.
Nel 1904 entra nel Partito Socialdemocratico dei Lavoratori e dal 1910 al 1941 è consigliere municipale a L'Aia.
Nel 1946 aderisce alla nuova formazione socialdemocratica ovvero il Partito del Lavoro (PvdA).
Dopo vari incarichi provinciali e nazionali viene nominato Primo ministro il 7 agosto 1948, guiderà il paese fino al 22 dicembre 1958.
Durante il suo governo i Paesi Bassi vivono una grandissima crescita economica e in questi anni, viene a crearsi e a maturarsi il welfare state tipico dello stato olandese.
Inoltre i Paesi Bassi aderiscono alle maggiori organizzazioni internazionali come il Benelux, la NATO e la CEE.
Willem Drees muore il 14 maggio 1988 a L'Aia a 101 anni.